# Zhonghe (socken i Kina, Inre Mongoliet)
Zhonghe (kinesiska: 中河, 中河乡) är en socken i Kina. Den ligger i den autonoma regionen Inre Mongoliet, i den norra delen av landet, omkring 350 kilometer nordost om regionhuvudstaden Hohhot.
Genomsnittlig årsnederbörd är 534 millimeter. Den regnigaste månaden är juni, med i genomsnitt 128 mm nederbörd, och den torraste är februari, med 4 mm nederbörd.